# Sui corpi galleggianti
Sui corpi galleggianti (in greco antico: Περὶ τῶν ἐπιπλεόντων σωμάτων) è un'opera in due libri scritta da Archimede di Siracusa (287 a. C - circa 212 a. C), uno dei più importanti matematici, fisici e ingegneri dell'antichità. Il trattato, che si crede sia stato redatto attorno al 250 a.C., ci è giunto solo parzialmente in greco, il resto in traduzioni in latino medievale dal greco. Esso è la prima opera conosciuta sull'idrostatica, della quale Archimede è considerato il fondatore.

## Storia
Archimede visse nella città-stato greca di Siracusa, in Sicilia. A lui si riconosce di aver fondato la scienza dell'idrostatica (cosa che fece con Sui corpi galleggianti), della statica e di aver stabilito la matematica sottostante alle leve. Uno dei principali scienziati dell'antichità classica, Archimede sviluppò inoltre elaborati sistemi di pulegge per spostare grossi oggetti con uno sforzo minimo. La vite di Archimede sta alla base della idroingegneria moderna, e le sue macchine da guerra aiutarono a contenere le armate di Roma durante la Prima Guerra Punica. Archimede inoltre confutò le argomentazioni di Aristotele, sostenendo che era impossibile separare la matematica e la natura, e dimostrò questo convertendo teorie delle matematiche in invenzioni pratiche.

## Contenuto
Lo scopo di Sui corpi galleggianti consiste nel determinare le posizioni assunte da vari solidi immersi in un fluido, a seconda della loro forma e della loro gravità specifica.

### Primo libro
Nella prima parte del trattato, Archimede deriva vari principi generali, per esempio che un solido meno denso di un fluido sarà, una volta immerso in quel fluido, più leggero (questo peso "mancante" si ritrova nel fluido spostato dal solido). Archimede formula la legge dell'equilibrio dei fluidi, e dimostra che l'acqua adotta una forma sferica attorno a un centro di gravità. Questo può essere stato un primo tentativo di spiegare la teoria degli astronomi greci contemporanei (tra cui Eratostene) sulla sfericità della terra. I fluidi descritti da Archimede non sono tenuti assieme dalla forza di gravità dovuta alla loro stessa massa, in quanto lui assume l'esistenza di un punto verso cui tutte le cose tendono a cadere per derivare la forma sferica. In particolare, Sui corpi galleggianti contiene il concetto che divenne conosciuto come Principio di Archimede:
Oltre al principio che porta il suo nome, Archimede scoprì che un oggetto sommerso sposta un volume d'acqua pari al volume dell'oggetto stesso (alla scoperta di ciò si dice che gridò "Eureka"). Inoltre, La Proposizione 5 del trattato di Archimede Sui corpi galleggianti afferma che:
Questo concetto viene definito da alcuni come "principio di galleggiamento".

### Secondo libro
Il secondo libro è una conquista matematica senza pari nell'antichità e raramente eguagliata da allora. Il libro contiene una trattazione dettagliata delle posizioni di equilibrio stabile di paraboloidi retti di varie forme e densità, galleggianti in un fluido di densità maggiore, a seconda delle variazioni geometriche e idrostatiche. L'analisi è ristretta al caso in cui la base del paraboloide giace interamente sopra o interamente sotto alla superficie del fluido. La trattazione di Archimede sui paraboloidi era probabilmente una idealizzazione delle forme degli scafi delle navi. Alcune delle sezioni sono posizionate con la base immersa e la sommità sopra l'acqua, similmente al modo in cui galleggiano gli iceberg. Da numerosi studi, Archimede dedusse che tale equilibrio è condizionato non solo dal tipo di liquido, ma anche dal peso specifico (argomento introdotto già nel primo libro) del paraboloide solido immerso. A conferma di ciò, leggiamo le parole di Archimede stesso:
Questi studi avevano, in ogni caso, un risvolto pratico, sono infatti alla base della progettazione dello scafo delle navi. Della parte sopravvissuta del suo lavoro, il secondo dei due libri di Sui corpi galleggianti è considerato il lavoro più maturo di Archimede, ed è spesso descritto come un tour de force.